# Киргизи
Киргизи су туркијски народ, који претежно живи у Киргистану, где чини око 71% становништва. Киргизи су већином исламске вероисповести, а говоре киргиским језиком, који спада у туркијску групу алтајске породице језика. 
Киргиза укупно има око 3.145.000, од тога у Киргистану 2.653.000. У Кини, Киргизи имају своју аутономну префектуру.
Према научницима, Киргизи потичу из западних делова Монголије и први пут се појављују у кинеским записима из 1. века пре нове ере.

Киргизи су били номадски народ који су живели у простору степа средње Азије од реке Јенисеј преко Алтаја до Бајкалског језера. 840. године су победили државу Ујгура и основали своју властиту државу у простору Алтаја и Тјен Шана. С временом су се селили према југу у простор средње Азије где данас живе. У том простору су живела разна туркијска племена. 1207. су их победили Монголи (наследници Џингис-кана). Киргизи су током века били под великим утицајем Монгола, Кинеза и муслимана те су се мешали с разним народима. У 17. ст. су Киргизи ратовали против монголских Џунгура, а у 18. ст. су признали власт Кинеског царства за време династије Ћинг. У 19. веку је на простору Киргистана настао исламски Канат Коканд унутар којег су Киргизи прихватили ислам. Године 1876. Руси су окупирали Канат Коканд и тада су Киргизи постали део Руске Империје. Многи Киргизи су иселили у данашњи Авганистан.
Године 1918, на власт долазе комунисти након великих борби између комуниста и њихових противника који су имали значајан утицај у средњој Азији. Киргистан постаје део Совјетског Савеза. 1924. је основано Кара-Киргиско аутономно подручје, а 1926. Киргиска Аутономна Совјетска Социјалистичка Република у склопу Руске Совјетске Социјалистичке Републике. 1936. је проглашена Киргиска Совјетска Социјалистичка Република која је била посебна република унутар Совјетског Савеза и није била део Русије. Под совјетском влашћу је дошло до драматичних промена у киргиском друштву. Забрањује се номадизам и оснивају нови градови и села у које се насељавају Киргизи. Оснива се индустрија и модернизује пољопривреда и сточарство. Развија се култура и књижевност те се стандардизује киргиски језик који је 1928. прихватио латиницу (дотад се писало арапским писмом), а 1941. ћирилицу.

## Галерија
- Киргистан
- Киргиска аутономна префектура у Кини
- Киргиска жена у националној ношњи